# Момпероне
Момпероне (итал. Momperone) је насеље у Италији у округу Алесандрија, региону Пијемонт.
Према процени из 2011. у насељу је живело 41 становника. Насеље се налази на надморској висини од 270 м.

## Становништво
| 1936. | 1951. | 1961. | 1971. | 1981. | 1991. | 2001. | 2011. |
| ----- | ----- | ----- | ----- | ----- | ----- | ----- | ----- |
| 603   | 503   | 466   | 345   | 293   | 267   | 232   | 219   |